# Loïc Serra
Loïc Serra (Nancy, 30 marzo 1972) è un ingegnere francese, Technical Director Chassis della Ferrari.

## Carriera
Dopo aver studiato al Arts et Métiers ParisTech ad Aix-en-Provence e Parigi, specializzandosi in ingegneria meccanica, e dopo essersi laureato, ha iniziato la sua carriera nel mondo degli sport motoristici con Michelin: ha lavorato come ingegnere a Bad Kreuznach, in Germania, per poi trasferendosi nel centro di ricerca e sviluppo a Clermont-Ferrand, in Francia. Il suo dipartimento ha lavorato sullo sviluppo di pneumatici e sospensioni, consentendo a Serra di acquisire conoscenza della dinamica del veicolo e delle interazioni degli pneumatici con esso.  
Nel 2002 ha ricevuto l'incarico di sviluppare un nuovo sistema di sospensioni per auto da competizione e altri veicoli ad alte prestazioni. Questo sistema è stato proposto ai team clienti Michelin in Formula 1 e ha costituito il primo approccio di Serra con la categoria. Poco dopo è entrato nel dipartimento Formula 1 di Michelin, rimanendovi fino al ritiro del produttore di pneumatici dalla serie, nel 2006.
Poiché desiderava rimanere in Formula 1, è stato ingaggiato dalla BMW Sauber per diventare il capo progettista responsabile delle prestazioni dei veicoli. Dopo il ritiro della BMW dalla categoria, è entrato a far parte della squadra Mercedes. Nel 2019 è stato promosso a direttore e responsabile delle prestazioni della Mercedes.
Nel 2023 lascia il team anglo-tedesco e, dopo un periodo di gardening leave, nel maggio 2024 viene reso noto il suo passaggio in pectore in Ferrari dall'autunno seguente. Inizialmente chiamato a Maranello come responsabile delle prestazioni del telaio, la successiva fuoriuscita di Enrico Cardile fa sì che Serra gli subentri dal 1º ottobre come direttore tecnico del comparto telaistico.